# Unterschloss Gemmingen

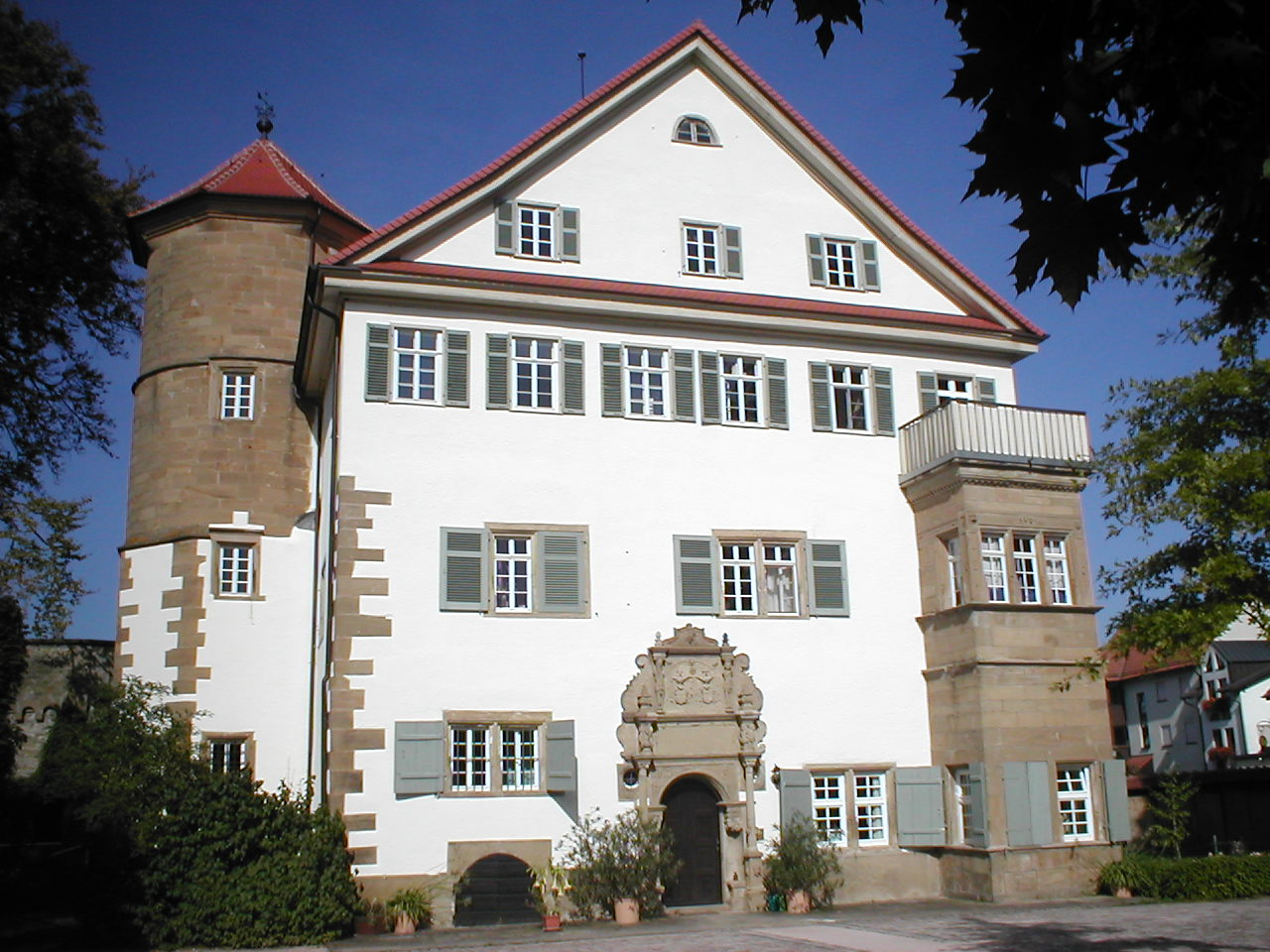
Unterschloss in Gemmingen

Das Unterschloss in Gemmingen im Landkreis Heilbronn im nördlichen Baden-Württemberg ist das letzte von einstmals drei Schlössern des Ortes, die im hohen Mittelalter als frühe Herrensitze der Herren von Gemmingen errichtet wurden. Das Schloss war bis in die erste Hälfte des 20. Jahrhunderts mit umfangreichem Grundbesitz verbunden und befindet sich bis heute im Besitz der Familie von Gemmingen.

## Geschichte
Das Gemminger Unterschloss war das jüngste von einst drei hochmittelalterlichen Schlössern in Gemmingen. Das Mittelschloss war das älteste gewesen und ist bereits 1235 im Besitz von Hans von Gemmingen belegt. Es wurde im Dreißigjährigen Krieg zerstört und nicht wieder aufgebaut. An seiner Stelle befindet sich heute das Rentamt. Das Oberschloss entstand um die Mitte des 13. Jahrhunderts, wurde nach 1630 nicht mehr von der Familie von Gemmingen bewohnt und an das Herzogtum Württemberg verkauft. An seiner Stelle wurde später das Gemminger Rathaus erbaut. Das Unterschloss wurde um 1274 durch Schweiker von Gemmingen, genannt Velscher errichtet. Ursprünglich handelte es sich um eine Wasserburg, die mehrfach umgebaut wurde und deren Wassergräben man später verfüllt hat. Der älteste Teil des Schlosses ist der etwas abseits des Gebäudes stehende Hungerturm aus dem 13. Jahrhundert.

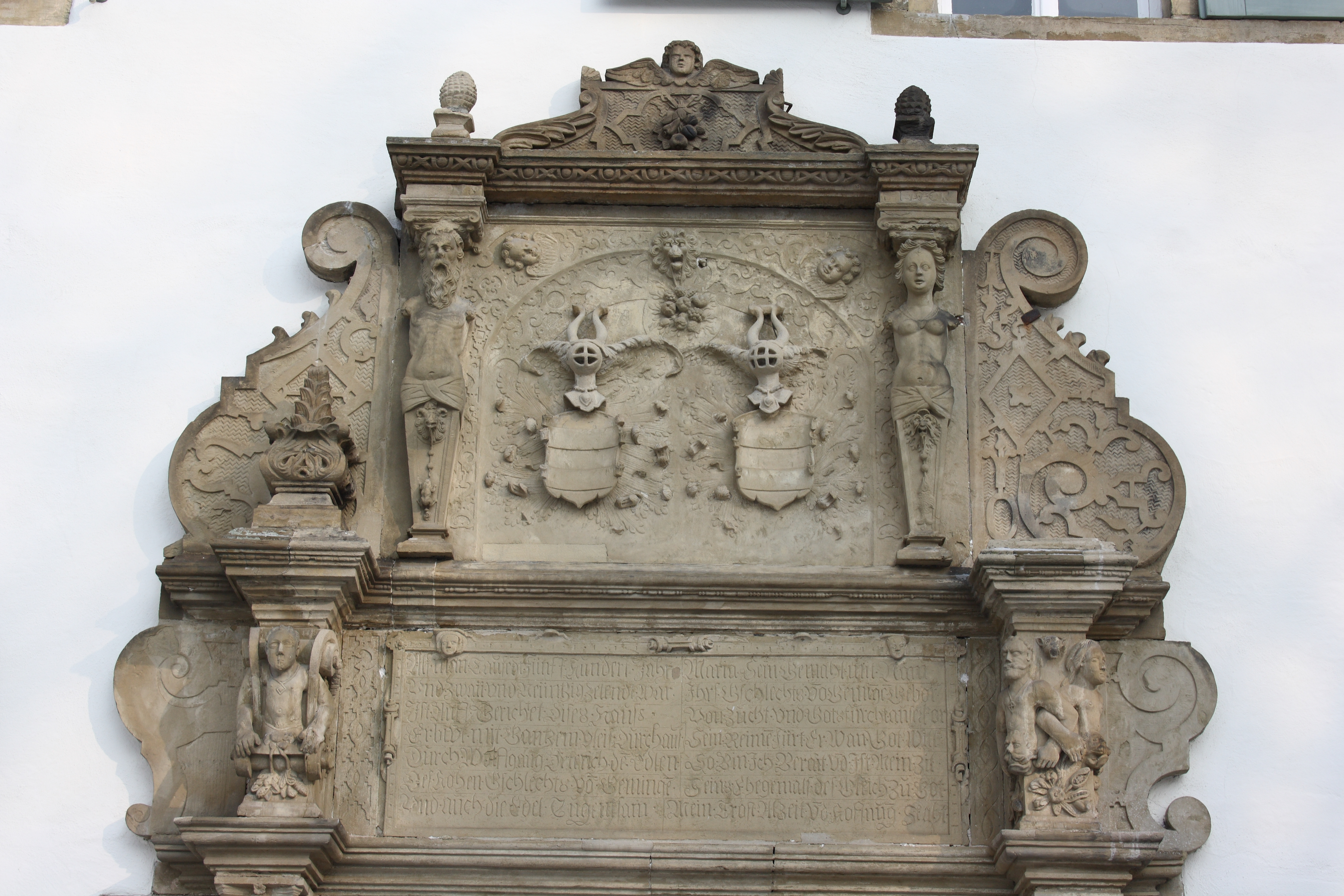
Renaissanceportal des Schlosses

Die Familienlinie der Velscher starb 1552 mit Hans von Gemmingen aus. Dieser übergab das Schloss 1550 an Wolf von Gemmingen († 1555). Dessen Enkel Wolf Dietrich (1550–1595) ließ das Schloss 1592 im Stil der Renaissance erneuern. Aus dieser Zeit stammen das schmuckvolle Portal des Schlosses, der dekorative Erker und der am Gebäude befindliche Hexenturm mit seiner Spindeltreppe.
Das Schloss blieb über sieben Generationen im Besitz der Nachkommen Wolf Dietrichs (Stamm A, II. Linie Gemmingen/Guttenberg, Zweig Gemmingen), wenngleich die Besitzverhältnisse durch Erbteilung ab Ende des 18. Jahrhunderts innerhalb des Familienzweigs zersplittert waren.
Beim Neubau der Gemminger Kirche 1846/47 wurden zahlreiche alte Epitaphe und Grabplatten der Freiherren von Gemmingen aus der abgebrochenen alten Kirche ins Schloss verbracht, wobei die Grabplatten im Hof und im Garten des Schlosses zur Aufstellung kamen. Obwohl es seitdem mehrfach Überlegungen gab, die witterungsanfälligen Steine wieder in den Innenraum der neuen Kirche zu versetzen, sind die Grabplatten bis in die Gegenwart im Schlossgarten verblieben. Außerdem gelangten weitere Kunstschätze aus der alten Gemminger Kirche ins Schloss, darunter zwei Altarflügel im Stile Wolgemuts.
Im frühen 20. Jahrhundert gehörte die Hälfte des Familienbesitzes Friedrich Pleikardt August Ludwig „Fritz“ von Gemmingen (* 7. April 1863 in Karlsruhe; † 7. Januar 1934 in Gemmingen). Er war der Sohn von Wilhelm Pleikard Ludwig von Gemmingen (1823–1903) und königlich preußischer Oberleutnant, seine aktive Militärlaufbahn endete jedoch nach einer bei einem Sturz vom Pferd erlittenen schweren Verletzung. In Rustschuk, wo er später auch noch als Hafenkommandant eingesetzt wurde, pflegte ihn die Bulgarin Raina Miltscheff geb. Geroff (1876–1955), deren erster Mann, der Rechtsanwalt Konstantin Miltscheff, 1914 verstorben war. Fritz und Raina heirateten am 24. Juni 1918 in Rustschuk und kehrten nach dem Krieg nach Gemmingen zurück, wo das Paar gemeinsam mit Ernst von Gemmingen (1890–1970) und dessen Gemahlin das Unterschloss bewohnte. Ernst von Gemmingen gehörte dem sogenannten Österreichischen Zweig der Familienlinie an, besaß ein Viertel des Familienbesitzes in Gemmingen, war Korvettenkapitän in niederländischen Diensten und war in den 1920er Jahren längere Zeit in Niederländisch-Indien bei der Kartografierung der Meere tätig. Fritz hatte während seiner Abwesenheit vom österreichischen Familienzweig eine Handlungsvollmacht für Ernsts Belange. Das restliche Besitzviertel lag bei Ernsts Onkel Reinhard Erich von Gemmingen (1866–1932).

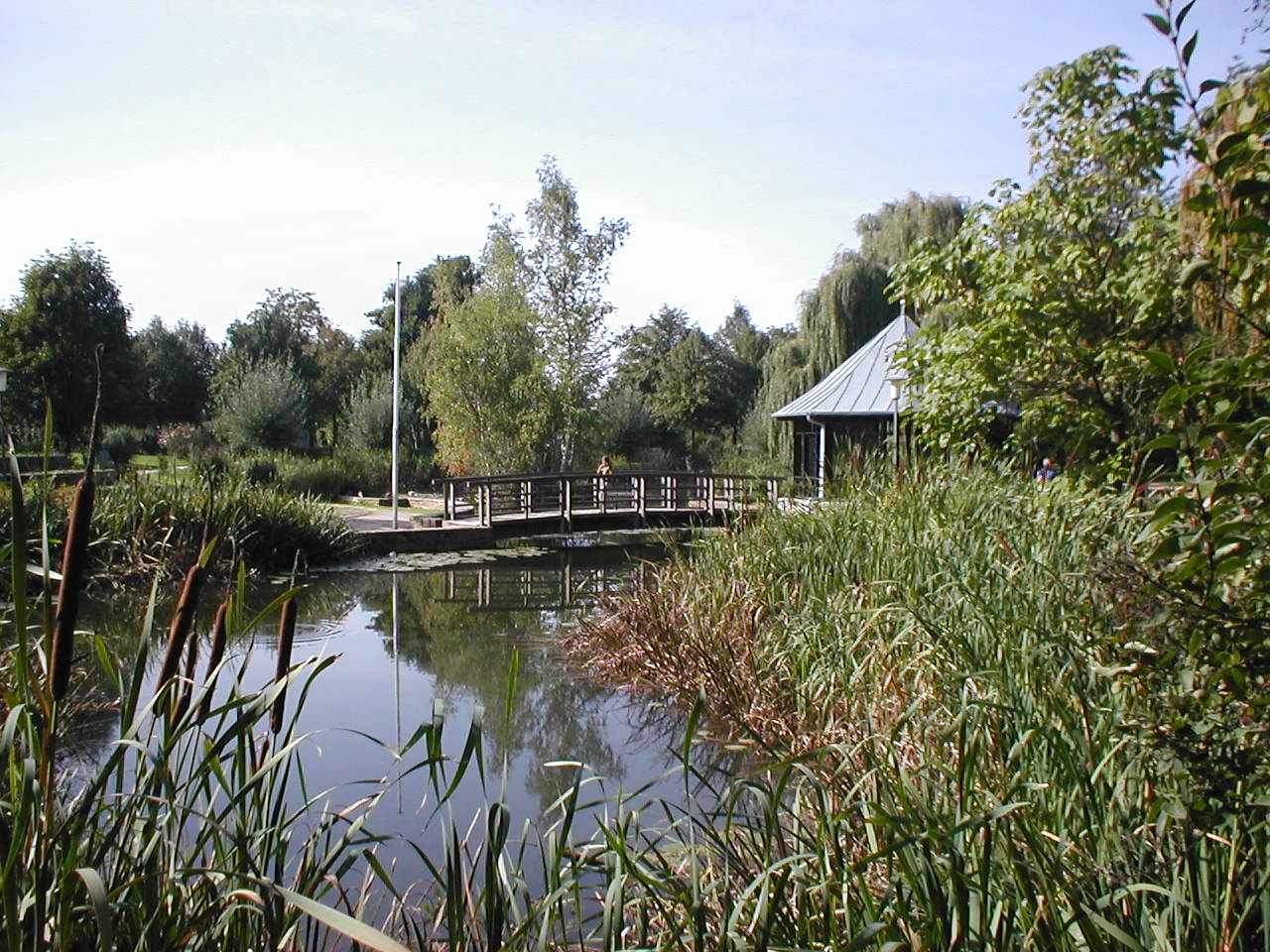
Der Schlosspark in Gemmingen ist heute im Besitz der Gemeinde

Fritz von Gemmingens Wesen wird als spröde bezeichnet, was ihm den Spitznamen das gefrorene Handtuch einbrachte. Gleichwohl war er in Gemmingen, wo er rege am dörflichen Leben teilnahm, beliebt und angesehen. Zu seinem 70. Geburtstag erschien eine große Zahl von Gratulanten im Schlosshof. Ganz anders war seine Gattin Raina, die einen repräsentativen und kostspieligen Lebensstil pflegte. Entgegen den Regelungen des Familien-Fideikommisses, der Ernst als Erben von Fritz’ Besitz vorsah, bedachte Fritz in seinem Testament seine Gattin mit seinem Besitz. Nach seinem Tod veräußerte sie zahlreichen Grundbesitz an die Gemeinde Gemmingen und an örtliche Bauern. Unter den Verkäufen war auch der an das Schloss angrenzende Schlosspark, den die Gemeinde später zur öffentlichen Grünfläche ausgebaut hat. Die Gemeinde Gemmingen benannte die Rainastraße nach ihr. 1936 veräußerte sie auch umfangreichen Waldbesitz an die Stadt Weinsberg.
Nach Rainas Tod 1955 kam der restliche Besitz an ihre Tochter Mara, die weitere ehemals gemmingensche Güter veräußerte und der Gemeinde Gemmingen ein Vorkaufsrecht auf das Schloss einräumte. Mara starb am 14. Juli 1962, vermutlich in Folge eines durch eine vergessene Zigarette ausgelösten Brandes, im Schloss in Gemmingen. Ihr Alleinerbe war ein junger Neffe aus Bulgarien. Die bulgarischen Schlosserben haben den restlichen Güterbesitz verkauft. Teile der Schlosseinrichtung gelangten in den Münchner Kunsthandel.
Schließlich stand 1957/58 auch der Verkauf des Schlosses an die Gemeinde Gemmingen an. Durch Verhandlungen zwischen der Gemeinde Gemmingen und Hans-Lothar von Gemmingen konnten Pleikard, Hansjörg und Albrecht von Gemmingen (aus Stamm B, III. Linie Neckarzimmern/Bürg) das Schloss erwerben.

## Beschreibung

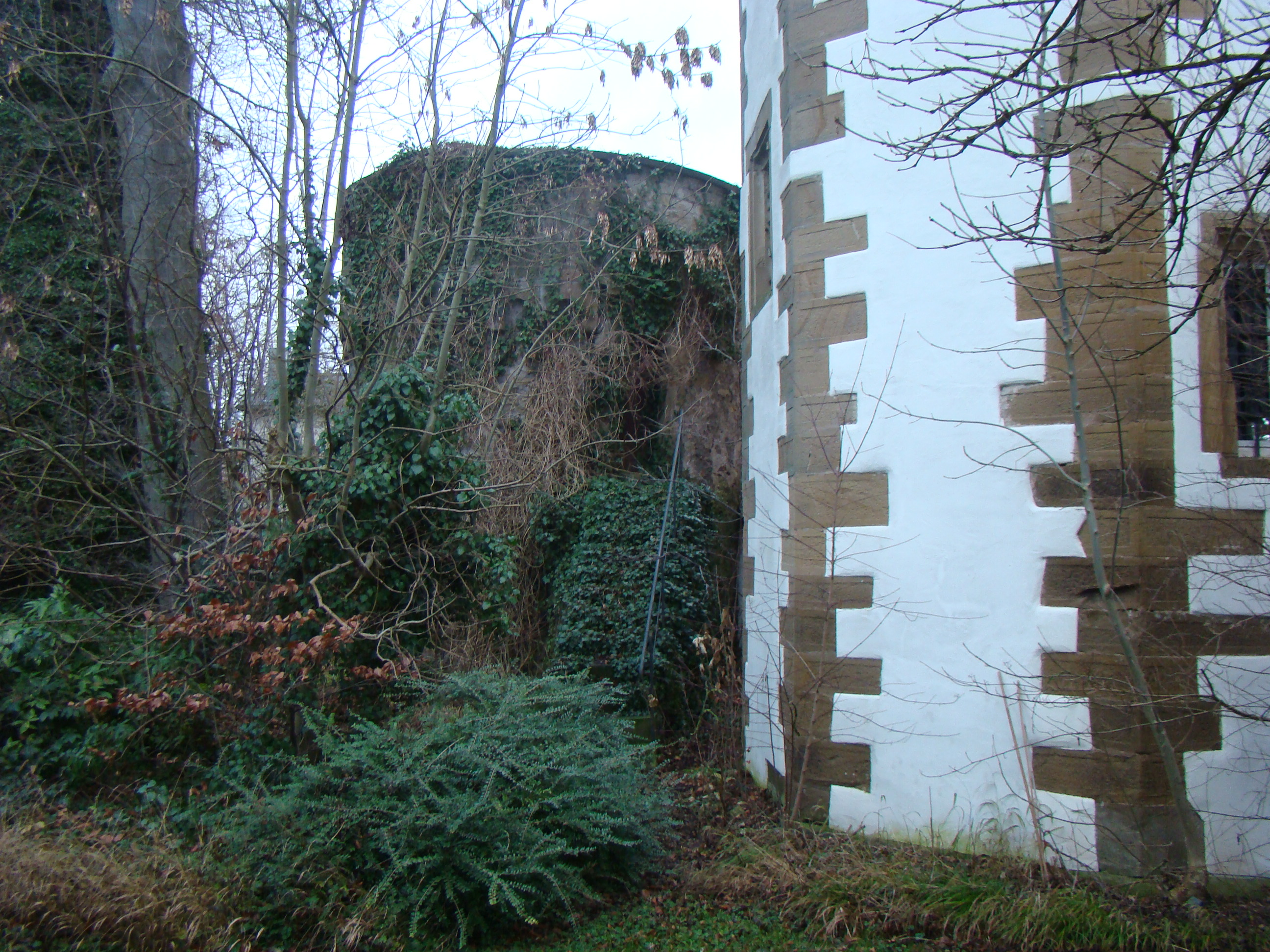
Hungerturm

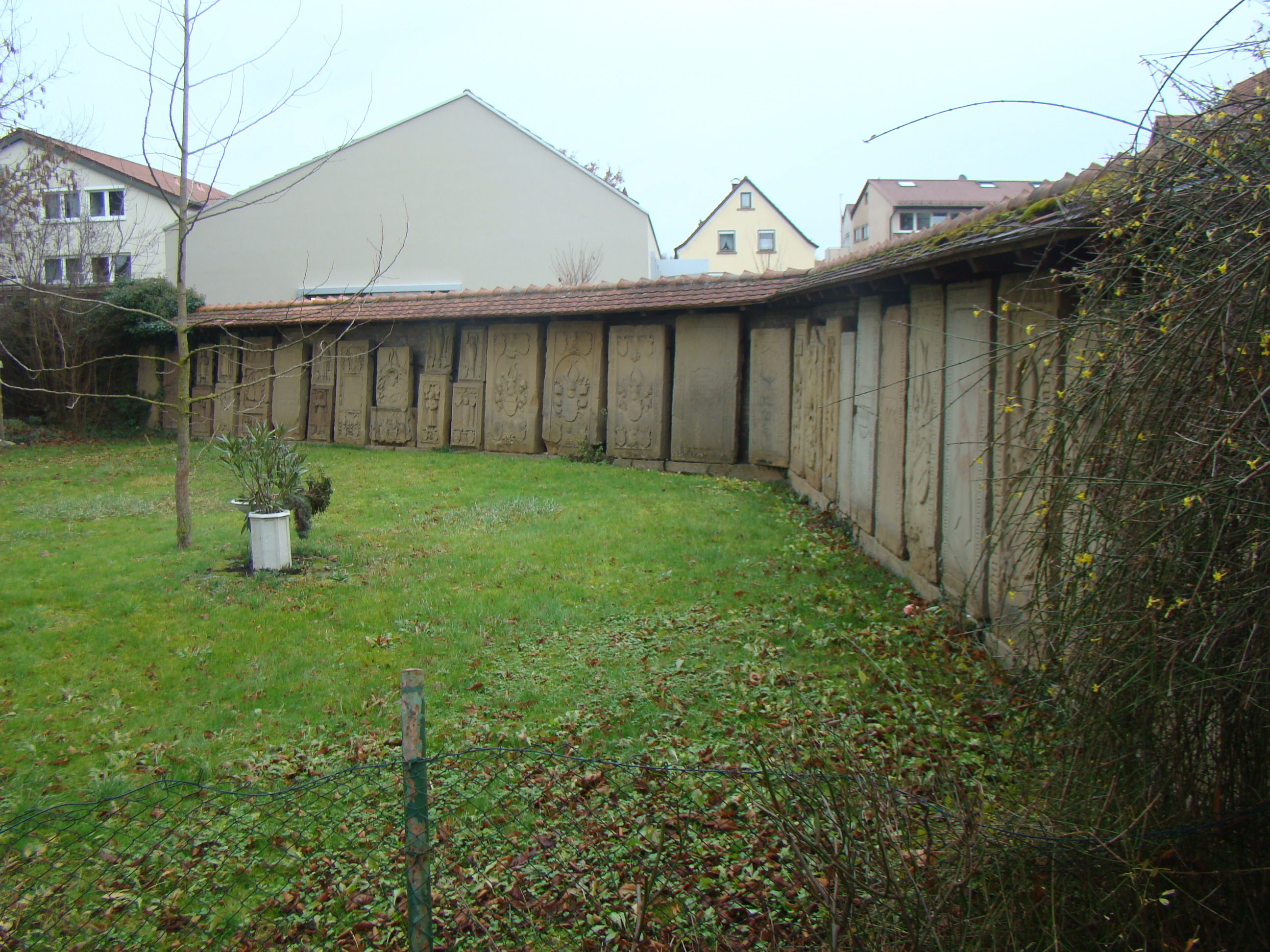
Grabmale der Freiherren von Gemmingen

Ursprünglich handelte es sich um eine Wasserburg bzw. ein Wasserschloss, das jedoch vielfach umgebaut wurde und heute keinen Burgencharakter mehr aufweist. Die Wassergräben wurden verfüllt und als Parkflächen angelegt.
Das Hauptgebäude des Schlosses ist ein zweigeschossiger ungegliederter Putzbau auf einer nahezu quadratischen Grundfläche. Die unteren beiden Geschosse des Schlosses sind massiv aus Stein gemauert, darauf wurde ein drittes Stockwerk in Fachwerkbauweise errichtet. Das Portal des Schlosses, das auf 1592 datiert ist und reichen Bauschmuck im Stil der Renaissance aufweist, wird dem Bildhauer Jakob Müller zugeschrieben. Die Inschriftentafel des Portals lautet: Als Man Tausend Fünfhundert Jahr Und Zweiundneunzig Zelendt War Ist Aufgerichtet Dieses Haus Erbaut Mit Gantzem Fleiß Durchaus Durch Wolfgang Dietrich De Edlen des Hohen Geschlechts Vo Gemmingen Und Auch Die Edel Tugendsam Maria Sein Gemahl Mit Nam Ihres Geschlechts Vo Gemmingen Gebor' Von Zucht Und Gotsfurcht Außerkor' Sein Reime Führt Er: Wan Gott Will So Bin Ich Bereit Ud Ist Mein Zil Seins Ehegemahls Deßgleich Zu Gott Mein Trost Allzeit Ud Hoffnung Staht. Das Wappen am Portal ist das Gemmingen-Gemmingensche Allianzwappen des Schlossherrn Wolf Dietrich von Gemmingen und seiner Gattin Maria von Gemmingen-Bürg († 1609).
An die rechte Ecke ist ein zweigeschossiger Sandsteinerker angebaut, dessen Fensterprofile auf dieselbe Erbauungszeit verweisen wie das Portal. Gleichen Alters ist der Treppenturm (Hexenturm) auf der linken Seite des Schlosses, der einen polygonalen Sockel hat und im Obergeschoss als Rundturm ausgebildet ist.
Alle Räume des Schloss-Untergeschosses weisen spätmittelalterliche Kreuzrippengewölbe auf. Im Erkerzimmer zeigt der Schlussstein des Gewölbes das Gemmingensche Doppelwappen wie über dem Portal.
Auf die alte Burganlage geht noch der Hungerturm zurück, ein Rundturm aus dem 13. Jahrhundert. Er wurde gemäß einer Datierung 1520 umgebaut. Der zweigeschossige Turm weist im Obergeschoss ein Kuppelgewölbe auf. Von dort führt das Angstloch ins Untergeschoss, das im 19. Jahrhundert noch als Verlies diente.

## Historische Grabmale
Im Inneren des Schlosses befindet sich im Korridor des Untergeschosses das historische Grabmal des pfalz-neuburgischen Rats Johann von Gemmingen (1549–1599), das bis ins 19. Jahrhundert in der alten Gemminger Kirche stand. Der Verstorbene ist in Lebensgröße in Rüstung dargestellt, den Helm und die Handschuhe hat er abgenommen und zu seiner Rechten gelegt, der Kopf ist auf ein Kissen gebettet und die Hände zum Gebet gefaltet. Den Sockel bildet eine Inschriftentafel, die ihn und seine Lebensspanne benennt, oben und unten sind jeweils die Wappen der Eltern und Großeltern als Adelsprobe dargestellt. Das Grabmal hatte einst sicher noch Anstückungen, die jedoch wohl beim Einbau ins Schloss verloren gingen.
Im Garten des Schlosses sind 32 weitere, einst in der alten Gemminger Kirche befindliche Grabplatten sowie einige Fragmente aufgestellt. Bis auf die Grabplatte des Predigers Franciscus Irenicus († 1553) handelt es sich ausschließlich um Grabplatten der Familie von Gemmingen. Die älteste Grabplatte ist die der Elisabeth von Mauer († 1354), Gattin von Dietrich dem Älteren († um 1374). In der nachfolgenden Tabelle werden die Grabmale in der Reihenfolge ihrer heutigen Aufstellung von links nach rechts beschrieben.
| Bild | Beschreibung |
| ---- | --- |
|      | Linke Grabplatte: Dietrich von Gemmingen († 1659) und sein Sohn Johann Dietrich († 1706). Die Platte weist eine von zahlreichen kleinen Wappen umgebene Inschriftentafel und das große Allianzwappen Gemmingen-Neipperg auf. Rechte Grabplatte: Barbara von Mentzingen († 1617), Gattin des Philipp Dietrich von Gemmingen (1591–nach 1637), mit Allianzwappen Gemmingen-Mentzingen. |
|      | Vier Kindergrabmale. Die oberen zeigen oben jeweils die Wappen der Gemmingen und der Angelach, das linke untere Grabmal zeigt oben die Wappen der Gemmingen und der Mentzingen, das rechte untere Grabmal zeigt oben die Wappen der Gemmingen und der Reischach. |
|      | Maria von Gemmingen-Bürg († 1609), Frau von Wolf Dietrich von Gemmingen-Gemmingen (1550–1595), mit einem von einem Lorbeerkranz eingerahmten Allianzwappen Gemmingen-Gemmingen. |
|      | Philipp von Gemmingen zu Fürfeld († 1544), schmucklose Platte mit großem Wappenschild der Gemmingen. |
|      | Kindergrabmal, oben die Wappen der Gemmingen und der Angelach. |
|      | Kindergrabmal, oben die Wappen der Gemmingen und der Angelach. |
|      | Wolf Dietrich von Gemmingen (1550–1595), die Kartuschentafel in der Mitte enthält einen frommen Spruch, die Wappen sind oben die der Gemmingen und Schwarzenberg, unten die der Marschalk von Ostheim und der Harrachcourt. |
|      | Fragmente von Grabmalen. |
|      | Vier Kindergrabmale. Bei den Wickelkindern handelt es sich um Eberhard († 1616), Franz († 1594) und Rosine († 1593). |
|      | Johann Friedrich von Gemmingen (1571–1588), mit schmuckvollem Familienwappen im Oval, die Wappen in den Ecken sind oben die der Gemmingen und Neipperg, unten die der Marschalk von Ostheim und Hirschhorn. |
|      | Dietrich von Gemmingen (1526–1587), mit schmuckvollem Familienwappen im Oval und vier kleinen Wappen in den Ecken, oben die der Gemmingen und der Marschalk von Ostheim. |
|      | Rosina von Gemmingen (1552–1587), Tochter von Dietrich von Gemmingen (1526–1587). Die Wappen in den Ecken sind die der Gemmingen, Schwarzberg, Marschalk von Ostheim und Harrachcourt. |
|      | Sibylla von Gemmingen († 1574), schmucklose Platte mit großem Wappenschild der Gemmingen. |
|      | Franciscus Irenicus (1495–1553), Prediger und Leiter der Gemminger Lateinschule. |
|      | Wolf von Gemmingen († 1555), die Wappen in den Ecken sind die der Gemmingen, Dalberg, Steinach und Harrachcourt(?). |
|      | Philippa von Schwarzberg († 1554), erste Frau von Dietrich von Gemmingen (1526–1587). |
|      | Philipp von Gemmingen, genannt Schellig († 1520), mit Familienwappen unter gotischer Maßwerkverzierung. |
|      | Anna von Gemmingen geb. von Helmstatt († 1519), Frau von Philipp von Gemmingen, genannt Schellig († 1520), schmucklose Platte mit kaum mehr zu erkennendem Wappenschild der Helmstatt. Links oben im Schild ist gerade noch der Schnabel des Raben auszumachen. |
|      | Plycker (Pleikard) von Gemmingen († 1515), schmucklose Grabplatte mit Wappenschild der Gemmingen. |
|      | Anna von Dalberg († 1503), Frau von Pleikard von Gemmingen († 1515), schmucklose Platte mit großem Wappenschild der Dalberg. |
|      | Eberhard von Gemmingen († 1490), mit großem Wappen der Gemmingen mit Helmzier. |
|      | Metza von Gemmingen († 1485), das Mittelfeld zeigt den Umriss einer den Rosenkranz betenden Dame, deren Kopf nicht mehr zu erkennen ist. |
|      | Grabplatte für Konrad von Gemmingen († 1463) und seinen 1482 verstorbenen Sohn Dieter, mit großem Wappen der Gemmingen mit Helmzier. |
|      | Oechelhäuser las auf der im Bereich des Todesjahrs beschädigten Grabplatte eines Diether das Todesjahr 1404, es kann sich aber gemäß der Abfolge der frühen Träger des Leitnamens Dieter/Diether/Dietrich nur um Dietrich von Gemmingen († 1414) handeln. Das große Wappen wurde einst von einem Hund gehalten, der nur noch fragmentarisch zu erkennen ist.                         |
|      | Grabplatte mit großem Wappenschild der Sickingen. Nach Oechelhäuser handelt es sich um die Grabplatte der Margaretha von Sickingen († 1507), die mit Konrad von Gemmingen verheiratet war. Er beruft sich auf Stocker, wo an der zitierten Stelle weder eine solche Margaretha von Sickingen noch ein Konrad von Gemmingen genannt werden.                                           |
|      | Grabplatte der Elisabeth von Mauer († 1354), Gattin Dietrichs des Älteren von Gemmingen, mit großem Wappenschild der Herren von Mauer. Älteste Grabplatte im Schlossgarten. |